# Dungun
Huyện Dungun là một huyện thuộc bang Terengganu của Malaysia. Huyện Dungun có dân số thời điểm năm 2010 ước tính khoảng 149820 người.